# Rêve lucide
Vous lisez un « bon article » labellisé en 2009.
Un rêve lucide est un rêve durant lequel le rêveur a conscience d'être en train de rêver. L’utilisation de l’adjectif « lucide » en tant que synonyme de « conscient » a été introduite en 1867 par l'écrivain, sinologue et onirologue français Léon d'Hervey de Saint-Denys dans son ouvrage Les Rêves et les moyens de les diriger. Dans les années 1980, le scientifique Stephen LaBerge publie des expériences sur les rêves lucides et prouve qu'il est possible depuis l'état de rêve d'adresser volontairement un signal sous la forme de mouvements oculaires prédéterminés.
La plupart des rêves lucides ont lieu durant la phase de sommeil paradoxal. Ils peuvent survenir fortuitement ou résulter d'un apprentissage. Se savoir en train de rêver offre au rêveur la possibilité d'exercer un contrôle délibéré non seulement sur ses actions mais sur le contenu du rêve et sur son déroulement.
La faculté de reconnaître l'état de rêve durant le sommeil est mentionnée dans les textes bouddhistes au VIIIe siècle apr. J.-C., notamment dans l'enseignement des Six yogas de Nāropa attribué à l'érudit indien et bouddhiste Naropa. 
En Occident, le rêve lucide a été étudié en laboratoire du sommeil dès la fin des années 1970.

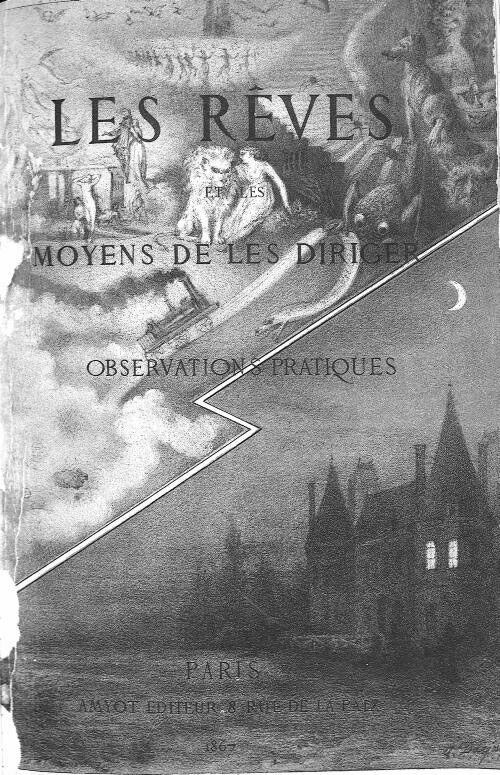
Couverture du premier livre sur le rêve lucide, Les Rêves et les moyens de les diriger, de Léon d'Hervey de Saint-Denys.

## Définitions
La définition minimale formulée en 1968 par Celia Green : « un rêve lucide est un rêve dans lequel le sujet est conscient de rêver » est admise par tous les chercheurs contemporains.

### Définitions complémentaires
Tous les chercheurs ne considèrent pas la définition minimale comme suffisante. Ainsi le psychologue allemand Paul Tholey distinguait entre rêve normal et rêve lucide en fonction de sept critères dont quatre sont essentiels :
- le rêveur sait qu'il rêve ;
- il dispose de son libre arbitre ;
- il a une faculté normale de raisonnement ;
- il constate que toutes les fonctions sensorielles sont disponibles tout comme dans l'état de veille (la vue, l'odorat, le goût, l'ouïe et le toucher).

Selon cet auteur, les autres critères peuvent être que le rêveur conserve ses souvenirs de l'état de veille, se souvient parfaitement de son rêve au réveil et il est capable d'interpréter le rêve à l'intérieur même du rêve.
D'autres auteurs insistent sur la sensation d'être présent ici et maintenant dans le rêve ou de pouvoir le contrôler.
On admet fréquemment que l'expérience de la lucidité dans le rêve doit être appréhendée en tant que continuum et que le degré de lucidité varie depuis la prise de conscience minimale définie par Celia Green (en) jusqu'à l'idéal décrit par Paul Tholey,,.

### Définition des phénomènes associés au rêve lucide
Le fait d'envisager la lucidité onirique comme un continuum a conduit les chercheurs à lui associer divers phénomènes et états de conscience oniriques proches du rêve lucide soit par leur similitude, soit par leur apparition dans le temps.

#### Rêves prélucides
Ce terme a été introduit par Celia Green pour décrire certains rêves durant lesquels le sujet émet un doute sur la réalité de son environnement sans pour autant pleinement réaliser qu'il rêve.

#### Rêves de faux-éveil
Dans un rêve de faux-éveil, le rêveur croit s'être réveillé pour de bon alors que seul un changement de décor onirique a eu lieu. Les rêves de faux-éveil sont rarement lucides et sont fréquemment rapportés dans la proximité de la lucidité onirique.

#### Paralysie du sommeil
La paralysie du sommeil est une parasomnie qui se produit au moment de l’endormissement ou du réveil : le dormeur se sent paralysé, incapable de bouger, de parler ; il peut être également sujet à des hallucinations visuelles, auditives, tactiles ou kinesthésiques. Cet état est dû à l'intrusion du sommeil paradoxal lors d'une transition entre veille et sommeil et sans doute au fait que l'abolition du tonus musculaire qui accompagne le sommeil paradoxal est ressentie par le sujet. Il peut être utilisé pour entrer consciemment dans un rêve et certaines méthodes d'induction de rêve lucide visent à l'atteindre.

#### Expériences hors du corps
Certains rêves lucides se caractérisent par l'impression de sortir de son corps et d'observer l'environnement depuis une position distincte de ce dernier. Comparables aux « transes ecsomatiques » décrites en anthropologie, aux « expériences hors du corps » (Out of Body Experiences ou OBE en anglais) évoquées par la parapsychologie, de semblables expériences ont été rapportées par de nombreux chercheurs comme Celia Green, Charles McCreery, Paul Tholey, Tart, LaBerge ou Christian M. Bouchet. Plusieurs méthodes d'induction de la lucidité onirique sont orientées vers la production d'une telle sensation. La notion de « voyage astral », empruntée à la terminologie de la Société théosophique, est parfois utilisée pour décrire un tel phénomène.

## Description

### Du point de vue phénoménologique
Une autre façon de circonscrire le rêve lucide est de l'envisager sous l'angle phénoménologique, c'est-à-dire d'étudier le phénomène tel qu'il apparaît dans les descriptions rencontrées dans la littérature, scientifique ou non, et les rapports personnels des rêveurs. On peut scinder cette description en trois points : les modalités d'apparition de la lucidité, les actions des rêveurs une fois devenus lucides et la manière dont la lucidité onirique disparaît.

#### Apparition de la lucidité
On classifie depuis Celia Green les rêves lucides en deux grands types selon le mode d'apparition de la lucidité : au cours du rêve même ou bien au moment de l'endormissement. Stephen LaBerge a introduit l'usage des acronymes DILD et WILD pour les distinguer : DILD (dream-initiated lucid dreams) s'applique à ceux où le sujet prend conscience de son état à l'intérieur d'un rêve en cours ; WILD (wake-initiated lucid dreams) à ceux où il pénètre consciemment dans un rêve depuis l'état de veille. Plus de 80 % des rêves lucides sont des DILD.

##### Au cours du rêve
Lorsque la lucidité apparaît au cours d'un rêve, le rêveur a soudain l'impression de s'éveiller et il peut continuer de rêver tout en sachant qu'il rêve. Celia Green distingue quatre facteurs qui induisent cette reconnaissance de l'état de rêve : les tensions d'une situation cauchemardesque, les interrogations suscitées par un élément incongru ou irrationnel dans le contenu du rêve, le rappel d'une technique habituelle d'observation introspective ou encore la reconnaissance spontanée, sans raison apparente, du fait que l'expérience diffère de celles de l'état éveillé. Concernant le premier facteur, Bouchet remarque que, si les émotions violentes sont considérées comme une cause fréquente d'apparition de la lucidité, celle-ci peut tout aussi bien être provoquée par une émotion forte à connotation agréable. Il arrive enfin plus rarement que la lucidité onirique se manifeste de manière graduelle.

##### Au moment de l'endormissement
Lorsque, à la suite d'un endormissement conscient, la lucidité onirique constitue le prolongement de l'état de conscience éveillée, le sujet dispose de deux indicateurs pour savoir qu'il est passé de l'éveil au rêve : le sentiment de faire partie intégrante du rêve et la perte (ou la modification) des sensations corporelles. Afin de s'endormir consciemment, le sujet doit traverser l'état hypnagogique au cours duquel se manifestent soit de l'imagerie hypnagogique, soit des hallucinations auditives, soit encore des hallucinations kinesthésiques et cénesthésiques (sensation de flottement, de tournoiement, de chute, impressions de vibrations, d'engourdissement ou de paralysie, impression de sortir de son corps).
Dans certains cas, la conscience de l'endormissement présente des fluctuations, parfois même des absences durant lesquelles le sujet ne garde aucun souvenir. On considère malgré cela qu'il s'agit d'un endormissement conscient car la perte temporaire de conscience se situe avant l'émergence du rêve.

#### Expérience du rêve lucide
Le fait de se savoir rêver offre au rêveur la possibilité d'élargir son éventail d'options et d'aborder le contexte onirique avec une plus grande liberté d'action. Il peut non seulement exercer un contrôle sur lui-même et ses actes, mais aussi intervenir délibérément sur l'environnement, les personnages et le cours du rêve. Certaines actions se présentent avec une grande régularité, comme le rêve de vol ou de lévitation. D'autres expériences plus inhabituelles ont été signalées dans la littérature, comme les sorties hors du corps, les transformations en animaux et créatures fantastiques, le dédoublement de la vision, la vision panoramique à 360°, le ralentissement du temps et des expériences à caractère cosmique comme l'évolution dans un espace à quatre dimensions. Le rêveur peut aussi agir sur la durée du rêve en prenant la décision de le prolonger, et parfois même l'interrompre en se réveillant, en faisant un décompte par exemple, ou tout simplement par la pensée pour se réveiller instantanément, voire de le reprendre en se rendormant quelques secondes après.
Bien que les seules limites théoriques soient celles de l'imagination, les croyances culturelles ou personnelles sur le rêve, les attentes conscientes ou préconscientes du rêveur, ses supputations sur le fait que telle chose soit possible ou non, en particulier l'influence exercée par d'autres récits, déterminent jusqu'à un point remarquable la forme que les rêves prennent ainsi que la capacité dont dispose le rêveur à les modifier.
De même, l'expérience du sujet, son degré de lucidité, c'est-à-dire le point jusqu'auquel il est parvenu à conserver sa capacité de raisonnement, de jugement et de recul sur l'aspect illusoire de la situation et sur les émotions qu'elle engendre, influent sur le contenu et la tonalité de l'expérience. Quant à la perception, elle peut aller d'un état brouillé jusqu'à une impression de grande vivacité et de parfait réalisme. Ainsi différents critères de l'expérience, qui concernent aussi bien la conscience de soi que l'environnement onirique, sont susceptibles d'importantes variations d'un rêveur à l'autre, d'un rêve lucide sur l'autre, voire à l'intérieur du même rêve.

#### Perte de la lucidité
La façon dont la lucidité onirique prend fin peut être définie comme la perte de la conscience de rêver. Soit elle est liée à la disparition du rêve et le rêveur se réveille, parfois volontairement, parfois à cause d'émotions trop intenses ; soit le rêveur relâche sa vigilance et se laisse distraire : la lucidité se dissipe alors et il retombe dans un rêve ordinaire et incontrôlé. Dans certains cas, la lucidité se perd dans un rêve ordinaire à cause de la transition d'une scène onirique à une autre, par exemple sous la forme d'un rêve de faux-éveil.

### Point de vue de l'observation statistique
Une grande partie de la population a fait au moins une fois dans sa vie l'expérience spontanée de la lucidité onirique, ne serait-ce que fugitivement, par exemple dans un cauchemar lorsque la prise de conscience du fait de rêver précède de peu l'éveil.
Plusieurs études ont été menées pour déterminer la fréquence du rêve lucide dans la population. Selon les études, le pourcentage de personnes déclarant avoir connu au moins un rêve lucide varie entre 26 % et 82 %. Cet éventail peut s'expliquer par le choix de la catégorie de personnes interrogées (pris au hasard, étudiants en psychologie, intéressés par le sujet), par d'éventuelles différences de la définition du rêve lucide, par la confusion avec les rêves prélucides ou l'absence de vérification du contenu du rêve. Il est plus rare par contre que ce phénomène se produise fréquemment. 21 % à 37 % des sujets témoignent d'une certaine régularité (une fois par mois ou davantage). Le rêve lucide semble se rencontrer plus souvent chez les enfants. Selon Deborah Armstrong-Hickey, 63 % des enfants de dix ans assurent faire des rêves lucides chaque mois, ce taux tombant à 36 % pour les enfants de 12 ans.
Aucune différence marquante n'a été trouvée entre les sujets plus souvent lucides dans leurs rêves et les autres en termes de sexe, d'éducation ou de facteurs de la personnalité.
Plusieurs études ont montré des différences de contenu entre les rêves lucides et les rêves ordinaires. En particulier, les rêves lucides contiennent des émotions plus intenses.
La plupart des rêves lucides se produisent durant les phases de sommeil paradoxal et au cours des dernières heures de sommeil. Certains rapports mentionnent des rêves lucides pendant les stades du sommeil lent léger. Les rêves lucides sont aussi plus fréquents durant les siestes l'après-midi. LaBerge a montré qu'une interruption du sommeil dans la nuit, suivie d'une veille d'une durée de quarante-cinq minutes à une heure avant de se rendormir (ce principe a été appelé Wake-Back To Bed, en français « réveil, retour au lit ») augmentait significativement les probabilités d'apparition de la lucidité onirique.

### Point de vue sceptique
Dans les milieux sceptiques, certains auteurs comme Norman Malcolm pensent qu’il n’existe pas d’état de rêve lucide : « Ils ne nient pas qu’un rêveur puisse parfois être conscient de rêver, mais ils rejettent l’idée d’un état mental particulier nommé « rêve lucide ». Par conséquent, le rêve lucide ne serait pas plus une porte d’accès à l’« inconscient transcendant » que les cauchemars. [...] Peut-être que le rêve lucide n’est possible que pour les quelques personnes dont le cortex préfrontal demeure actif durant le sommeil  ».

### Élaboration d'un modèle neurobiologique
Selon le neurologue Allan Hobson, le cortex préfrontal dorsolatéral constitue le fondement de plusieurs fonctions cérébrales comme la mémoire de travail, la pensée volontaire, la conscience de soi et le jugement critique. Cette zone est ostensiblement moins active durant le sommeil paradoxal et ses fonctions sont amoindries, ce qui causerait la perte du jugement critique durant le rêve ordinaire. Durant le rêve lucide, le cortex préfrontal dorsolatéral se réactiverait à un niveau proche de celui de veille, alors que le système limbique, le pont et les aires temporales et postero-latérales du cortex resteraient suffisamment hyperactifs pour maintenir les caractéristiques émotionnelles et perceptuelles du rêve. En 2007, cette hypothèse n'a pas encore été vérifiée expérimentalement.

## Culture et histoire

### Rêve lucide dans la culture occidentale

#### De l'Antiquité à l'époque moderne
Durant l'Antiquité grecque, le rêve lucide apparaît comme un phénomène doté d'une certaine assise culturelle, du moins dans l'imaginaire : Homère met en scène des rêveurs qui se savent en train de dormir. Aristote fait la première mention explicite du phénomène du rêve lucide en stipulant qu'un rêveur peut être conscient de rêver.
Il faut attendre le Moyen Âge pour obtenir, grâce à une lettre de saint Augustin d'Hippone en 415, le premier récit d'un rêve lucide, un rêve du médecin Gennadius. Au XIIIe siècle, saint Thomas d'Aquin propose une explication au rêve lucide. Il remarque que le phénomène est plus courant vers la fin du sommeil.
Du XIVe siècle au XVIe siècle, les témoignages semblent manquer. Toutefois on est en droit de se demander avec Christian Bouchet si certains rêves singuliers des benandanti du Frioul vers la fin du XVIe siècle (et des kresnik en Istrie, Slovénie et Croatie au XVIIe siècle) ne sont pas des rêves lucides. Ces rêves comportent des caractéristiques fréquemment retrouvées à la proximité de la lucidité, comme les faux-éveils, le sentiment de quitter son corps, de se métamorphoser ou de voler dans l'espace.
Le troisième des trois fameux songes que fit René Descartes dans la nuit du 10 au 11 novembre 1619 est un rêve lucide. Le philosophe écossais Thomas Reid mentionne dans une lettre datant de 1779 le fait d'avoir induit volontairement un rêve lucide à l'âge de quatorze ans.

#### Époque contemporaine
Au XIXe siècle, l'écrivain romantique Jean Paul et le philosophe Friedrich Nietzsche signalèrent dans leurs écrits qu'ils se savaient parfois rêver. Toutefois, les allusions au rêve lucide restent jusqu'alors succinctes. La première recherche sérieuse sur les rêves lucides est publiée de manière anonyme en 1867 par le sinologue Léon d'Hervey de Saint-Denys. Dans Les Rêves et les moyens de les diriger, ouvrage qui résume plus de vingt années de ses recherches sur les rêves, il est la première personne à soutenir qu'il est possible d'apprendre à rêver consciemment.

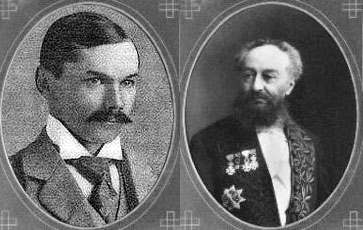
Frederik van Eeden et Léon d'Hervey de Saint-Denys, deux pionniers du rêve lucide.

Un chapitre du livre s'intitule « Les rêves lucides ». Hervey de Saint-Denys n'utilise pas l'expression dans l'acception actuelle. Ce chapitre regroupe en effet indifféremment des rêves où apparaît la conscience de rêver, des rêves vifs et des rêves programmés. C'est en 1913 que le psychiatre et poète néerlandais Frederik van Eeden introduit l'expression « rêve lucide » dans le sens que nous connaissons. Son article A Study of Dreams récapitule les constatations issues de rêves consignés durant de nombreuses années, parmi lesquels trois-cent cinquante deux rêves lucides.
Ces publications attirent l'attention des chercheurs. Sigmund Freud accepte la possibilité d'une conscience et d'un libre arbitre dans le rêve et mentionne brièvement le travail d'Hervey de Saint-Denys dans la seconde édition de L'Interprétation des rêves. Sándor Ferenczi consacre à ce sujet le bref article Rêves orientables. Tous deux admettent que l'on peut modifier volontairement le contenu du rêve et ils estiment que le rêve lucide permet de prouver que l'objectif du rêve est la satisfaction des désirs.
Néanmoins le concept de « rêve conscient » demeure un paradoxe aux yeux de la majeure partie de la communauté scientifique. De la même façon qu'Alfred Maury rejeta au siècle précédent les observations du marquis d'Hervey en affirmant que « ces rêves ne sont pas des rêves », l'influent Havelock Ellis exclut la possibilité d'être conscient dans le sommeil. Pour le philosophe Norman Malcolm, « le fait d'avoir une expérience consciente, de quelque nature qu'elle soit, n'est pas ce qu'on appelle dormir ».
Ainsi, malgré de nombreuses publications comme celles du biologiste Yves Delage en 1920, de Mary Arnold-Forster en 1921, du philosophe russe Ouspensky en 1931, de Celia Green en 1968, de Charles Tart en 1969 qui réédite l'article de van Eeden dans Altered States of Consciousness, de Patricia Garfield en 1974, l'attitude de la communauté scientifique vis-à-vis du rêve lucide reste sceptique. En 1973, Schwartz et Lefebvre suggèrent que ce phénomène survient non durant le sommeil, mais lors de micro-éveils,.

#### Preuve scientifique
En 1953, Eugene Aserinsky et Nathaniel Kleitman avaient découvert que les rêves tendaient à se produire durant des phases marquées par des mouvements oculaires rapides. En 1959, Michel Jouvet remarquait que, lors de ces périodes, les ondes enregistrées sur un électro-encéphalogramme étaient comparables à celles de l'état éveillé. Il proposa l'expression « sommeil paradoxal » pour désigner ces phases particulières.
Au cours du sommeil paradoxal, on observe une atonie musculaire. Seuls les yeux, les extrémités des membres et les muscles responsables de la respiration et de la circulation sanguine ne sont pas paralysés.

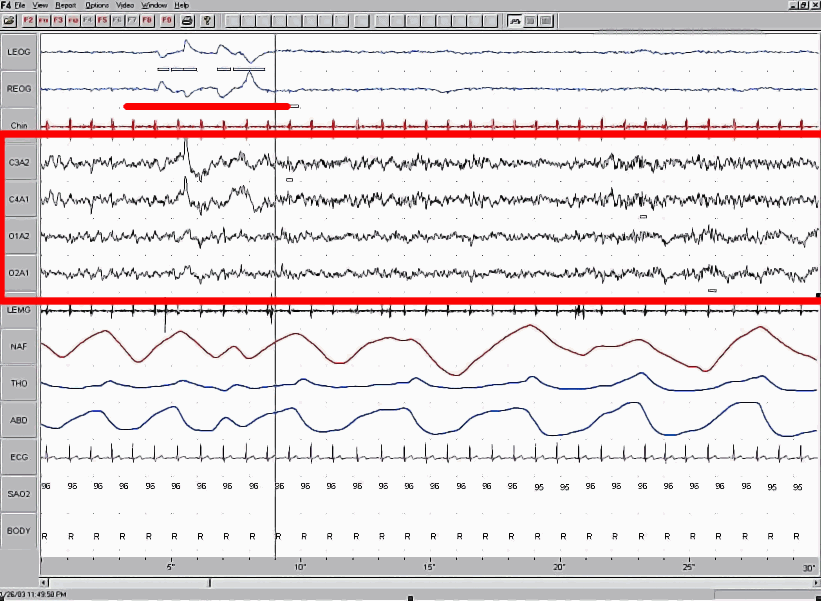
Sommeil paradoxal. L'EEG est entouré d'un rectangle rouge, les mouvements oculaires signalés par une ligne rouge.

Démontrer l'existence du rêve lucide ne pouvait s'effectuer qu'à travers l'enregistrement de signaux envoyés volontairement par un sujet depuis l'état de rêve. Or William Dement et Howard P. Roffwarg avaient montré que les directions des mouvements oculaires enregistrées durant le sommeil paradoxal coïncidaient parfois avec les orientations du regard en rêve, telles que rapportées dans le récit des sujets. Cette constatation fournissait la clef de la communication depuis l'état de rêve lucide : on pouvait convenir d'une séquence spécifique de mouvements oculaires que le sujet enverrait durant un rêve lucide et qui serait enregistrée sur un polysomnographe.
C'est sur ces bases que la première preuve de l'existence du rêve lucide fut produite le 12 avril 1975 par Keith Hearne à l'université de Hull en Grande-Bretagne. Son sujet Alan Worsley signala sa prise de conscience dans le rêve par un code oculaire déterminé à l'avance. Ces signaux furent enregistrés pendant une phase de sommeil paradoxal. Il était ainsi montré que l'on pouvait être conscient au beau milieu du sommeil.
Les résultats de Hearne ne furent pas largement diffusés. Le premier article dans une revue scientifique de renom fut publié quelques années plus tard (en 1981) par Stephen LaBerge, de l'université Stanford, qui avait développé de manière indépendante une démonstration similaire pour sa thèse de doctorat.

### Dans les autres cultures
Hors du monde occidental, on trouve peu de références évidentes au rêve lucide. L'absence dans d'autres cultures du concept de rêve lucide, l'existence d'une compréhension différente du rêve, dans laquelle le facteur significatif porte souvent sur le contenu plus que sur le critère de conscience, la possibilité de plaquer des concepts occidentaux sur des phénomènes qui ne sont pas exactement similaires, sont quelques-unes des difficultés rencontrées par la recherche anthropologique.
Le seul cas sur lequel n'existe aucun doute est le yoga du rêve développé par le bouddhisme tibétain, un ensemble de pratiques méditatives en état de rêve lucide. Son principe est de reconnaître, durant le rêve, que l'on est en train de rêver afin de percevoir la dimension illusoire et modifiable à volonté des productions oniriques. Ce yoga trouve ses origines au Nord de l'Inde dans les Six yogas de Nāropa, rédigés au XIe siècle, et au Tibet dans divers aspects des pratiques d'origine chamaniste de la religion Bön. Les enseignements principaux des yogas du rêve tibétain reposent sur la Tradition orale de Zang Zhung, une instruction couchée par écrit au VIIIe siècle (mais considérablement plus ancienne selon la tradition Bön) et sur le Tantra Mère.
Dans les années 70, la republication des écrits de Kilton Stewart sur les Senoi, une ethnie de Malaisie, a propagé l'opinion selon laquelle le contrôle du rêve (et de là le rêve lucide) jouait un rôle prépondérant dans leur vie sociale et qu'il était enseigné dès le plus jeune âge. S'il est vrai que les Senoi accordent au rêve une grande importance, plusieurs études menées ces dernières décennies ont démenti le fait qu'ils pratiquaient une quelconque forme de contrôle ou de lucidité oniriques.

## Apprentissage
Le détail des méthodes trouve sa place dans le Wikilivre consacré au rêve lucide.
Le rêve lucide est susceptible d'apprentissage. Tous les auteurs insistent sur le fait que la motivation est une condition préalable nécessaire. Il existe de nombreuses méthodes d'induction de rêve lucide. Elles peuvent se classer en trois grandes catégories :

### Endormissement conscient
Par ces méthodes, le sujet pénètre délibérément dans un rêve depuis l'état de veille en évitant de perdre conscience durant le processus d'endormissement. Cette idée de base est sujette à de nombreuses variations. Il est possible de se concentrer sur l'imagerie hypnagogique, sur une visualisation volontaire, sur une tâche mentale ou encore de prêter attention à la respiration, aux battements cardiaques ou autres sensations physiques. Les méthodes d'endormissement conscient sont plus faciles d'accès aux personnes qui s'endorment rapidement.

### Prise de conscience dans le rêve
Ces méthodes requièrent d'avoir d’abord développé la faculté de bien se rappeler ses rêves. Elles visent à rendre le sujet conscient qu'il rêve à l'intérieur du rêve en cours. Divers principes sont applicables, fondés sur la reconnaissance de thèmes oniriques récurrents, l'interrogation suscitée par des situations incongrues, l'intention de trouver un objet dans le rêve, ou simplement l'intention de prendre conscience de son état de rêveur.
Certaines de ces méthodes privilégient l'autosuggestion, une des plus connues étant la méthode MILD (Mnemonic Induction of Lucid Dreams, soit « induction mnémonique de rêves lucides ») développée par Stephen LaBerge. La méthode MILD fait appel à la mémoire prospective. Elle associe un réveil matinal suivi d'une veille d'environ quarante-cinq minutes et, avant de se rendormir, une visualisation et une autosuggestion ayant pour but de se souvenir de prendre conscience dans le prochain rêve. Dans le même état d'esprit, la suggestion post-hypnotique a aussi été utilisée.
D'autres méthodes s'appuient sur l'examen de l'état de conscience. C'est le cas de la méthode « réflexive-critique » décrite par Paul Tholey. Elle vise à exercer durant la journée une faculté critique touchant la conscience de soi et l'environnement, faculté généralement assoupie durant le rêve ordinaire. Pour ce faire, le sujet met en doute la réalité de son environnement et effectue des « tests de réalité ». On trouve dans les textes bouddhistes des idées similaires, à savoir cultiver un état d'esprit particulier durant l'état de veille ou accroître l'attention prêtée à soi et à son environnement (méditation vipassana) dans le but de le porter dans le rêve et induire la lucidité onirique.

### Utilisation de stimuli externes
Ces méthodes reposent sur le principe que des stimuli externes (lumières, paroles, sons, vibrations, etc.) peuvent être émis durant la phase de sommeil paradoxal afin de permettre au sujet de se rendre compte qu'il rêve. Hearne utilisa la détection du changement de rythme respiratoire afin de déclencher un choc électrique léger au poignet. LaBerge développa les lunettes Novadreamer, appareillage détectant le mouvement oculaire rapide et envoyant des signaux lumineux. L'utilisation de ces appareils seuls est peu efficace et doit s'associer à une préparation mentale, autrement les stimuli s'incorporent dans l'imagerie d'un rêve ordinaire.

## Recherche et applications
À partir des années 1980, plusieurs recherches sont menées sur le rêve lucide, notamment par l'université Stanford et le Lucidity Institute fondé par Stephen LaBerge, et de nos jours à l’institut du cerveau par exemple.

### Psychophysiologie du sommeil paradoxal
Les expériences conduites ont porté sur les moyens d'induire et de prolonger la lucidité onirique ; sur les différences de contenu entre le rêve ordinaire et le rêve lucide ; sur l'estimation du temps en rêve lucide, comparable à celle de veille ; sur les correspondances physiologiques entre activités rêvées et réelles, par exemple sur la faculté du rêveur de modifier son rythme respiratoire ou sur la manière dont son activité sexuelle rêvée se reflète à travers des mesures physiologiques ; sur les moyens de communiquer depuis l'intérieur du rêve par l'intermédiaire de signaux oculaires, protocole utilisé régulièrement dans les expérimentations sur le rêve lucide ; sur le rapport entre l'activité cérébrale (quantifiée par Électroencéphalographie quantitative) et l'activité rêvée (la latéralisation des fonctions cérébrales se retrouve durant les rêves lucides, l'hémisphère droit étant plus impliqué dans le fait de chanter, le gauche dans le fait de compter ; les mouvements rêvés génèrent des sorties motrices équivalentes aux schémas d'activité neuronale qui seraient produits si les mouvements correspondants étaient effectivement exécutés).
Tous ces résultats supportent la conclusion que les tâches cognitives et mouvements rêvés durant le sommeil paradoxal provoquent sur le cerveau (et à un degré moindre sur le reste du corps) des effets similaires à ceux de l'état de veille. Les zones cérébrales activées pendant un rêve sont analogues à celles sollicitées durant l’éveil,,.

### Apprentissage moteur en rêve lucide
Ces résultats offrent une base théorique permettant d'expliquer l'effet d'un apprentissage moteur grâce à un entraînement en rêve lucide. Les études de Tholey ont ainsi montré qu'un sportif exercé pouvait reproduire sans difficulté en rêve lucide des mouvements complexes comme ceux du saut à ski ou de la gymnastique et que l'apprentissage en rêve lucide pouvait conduire à une amélioration de la pratique sportive.

### Applications cliniques
Plusieurs pistes sur les applications psychologiques et thérapeutiques du rêve lucide ont été suggérées, comme le traitement des phobies ou du trouble de stress post-traumatique.
Dans un cadre inspiré de la psychanalyse jungienne et de la psychologie de la forme, le point le plus fréquemment investigué fut l'intégration des divers éléments de la psyché, supposés être représentés par les personnages rencontrés en rêve, à travers un comportement adéquat visant à gérer les situations désagréables.
Un premier modèle d'interaction avec les personnages fut proposé par Patricia Garfield. Dans cette méthode, dont elle attribua l'origine au peuple Senoi, les personnages hostiles doivent être systématiquement affrontés et éliminés. Tholey, qui compara l'efficacité de différentes attitudes, conclut qu'une démarche fondée sur le dialogue et la conciliation était plus susceptible d'amener une expérience positive, de permettre au rêveur de reconnaître la signification du rêve et de découvrir l'origine de ses conflits psychologiques. Tholey rapporte avoir amélioré dans un contexte thérapeutique la condition de patients souffrant d'anxiété, de manque de confiance en soi ou de difficultés d'adaptation sociale par ce qu'il décrit comme un « programme d'auto-guérison ».
Ces affirmations sont fondées sur des études de cas et n'ont pas fait l'objet d'études contrôlées.

### Traitement des cauchemars et de la paralysie du sommeil
En ce qui concerne le traitement des cauchemars, le rêve lucide semble avoir prouvé son efficacité. En plus des nombreux cas rapportés dans la littérature, une étude pilote a été conduite en 2006. Des séances d'une heure, durant lesquelles sont exposés les principes et techniques du rêve lucide ainsi que des exercices à faire durant la lucidité, ont permis de rendre les cauchemars moins angoissants et de réduire leur fréquence.
Il est aussi possible d'entrer consciemment dans un rêve lors des crises de paralysie du sommeil, ce qui contribue à les rendre moins stressantes.

### Autres applications
La liste détaillée des intérêts et applications trouve sa place dans le Wikilivre sur le rêve lucide.
En plus de ces applications, le rêve lucide est pratiqué pour l'exploration ludique des possibilités offertes par l'univers onirique, pour la satisfaction des désirs, pour le développement personnel ou pour une recherche d'ordre spirituel. Il peut être aussi utilisé dans un but artistique et créatif, afin de résoudre des problèmes ou comme « simulateur » pour des actions de la vie quotidienne. Plusieurs chercheurs ont en outre insisté sur son intérêt pratique dans le domaine de la philosophie et des sciences de la conscience.

## Rêve lucide dans l'art et la culture
Peu connu du grand public, le thème de la lucidité onirique est rarement utilisé.

### Dans la littérature
Il n'apparaît dans la littérature qu’à partir des XIXe et XXe siècles où sa présence demeure limitée. Traité sur le mode burlesque dans la nouvelle Le Pied de momie (1840) de Théophile Gautier, il est le sujet du roman fantastique Peter Ibbetson (1891) de l'écrivain anglais George du Maurier.
À la fin du XXe siècle, on trouve le concept de rêve lucide, dénommé « rêver », dans les ouvrages de Carlos Castaneda depuis Le Voyage à Ixtlan (1972) jusqu'à L'Art de Rêver (1993).
En 2015, Bernard Werber traite du rêve lucide dans son roman Le Sixième Sommeil.

### Dans la cinématographie
De même, peu d'œuvres cinématographiques traitent à proprement parler du rêve lucide. Mise à part l'adaptation en 1935 du roman de George du Maurier Peter Ibbetson par Henry Hathaway, un des rares exemples explicites est le quatrième volet du film d'horreur Les Griffes de la nuit, Le Cauchemar de Freddy, réalisé avec Wes Craven (1988). Plusieurs des situations oniriques du film d'animation Waking Life (2001) de Richard Linklater sont caractéristiques du rêve lucide et ont été décrites dans les textes de Stephen LaBerge. La Science des rêves de Michel Gondry a permis en 2006 au grand public d'avoir un aperçu de la lucidité onirique. La même année sort Paprika, film d'animation de Satoshi Kon dont l'intrigue est fondée sur l'invention d'une machine permettant d'entrer dans les rêves d'autrui. En 2010, dans Inception de Christopher Nolan, des espions exploitent la lucidité onirique afin de dérober les secrets enfouis dans le subconscient de leurs victimes.
Dreamscape (1984) raconte l'histoire d'un jeune scientifique capable de contrôler ses rêves et de s’introduire dans les rêves de personnes tierces pour en influer le déroulement.

#### Écrits
- Christian Bouchet, Le Rêve lucide (thèse de doctorat d'état ès Lettres et Sciences Humaines), Université de Paris IV-Sorbonne, avril 1994 (lire en ligne)
- Stephen Laberge, L'art de diriger ses rêves, Science et Avenir Hors-Série Le Rêve, décembre 1996.
- Association Oniros, informations sur le rêve lucide.
- (en) Frederik van Eeden, A Study of Dreams, 1913.
- (en) The Lucidity Institute, fondé par Stephen LaBerge : articles scientifiques.
- (en) Metacognitive Mechanisms Underlying Lucid Dreaming
- (fr) La zone du cerveau impliquée dans les rêves lucides identifiée ?
- « Devenir le maître de ses rêves, c’est possible », Science et Avenir, 15 mai 2014.

#### Méthodes
- Guide du rêve lucide et méthodes sur le site LD4all.

#### Radio
- « Rêve lucide : sous le sommeil exactement », La Science, CQFD, France Culture, 22 octobre 2024.

#### Bases de données et dictionnaires
- Notices d'autorité :   - LCCN
  - GND
  - Israël
  - Tchéquie